# Céroc
Le Céroc est une rivière du sud de la France sous-affluent du Tarn et de la Garonne.

## Géographie
De 17,6 km de longueur, il prend sa source sur la commune de Moularès, dans le Tarn et se jette dans le Cérou en rive droite sur la commune de Carmaux.

## Départements et villes traversées
- Tarn : Carmaux, Saint-Jean-de-Marcel, Moularès, Sainte-Gemme, Rosières.

## Principaux affluents
Le Céroc n'a pas d'affluents référencés.